# Adrian Bernet
Adrian Bernet (* 23. Mai 1978) ist ein ehemaliger Schweizer Fussballtorhüter.

## Karriere

### Verein
Bernet stammt aus dem Wiler Nachwuchs und wurde 1995 von den A-Junioren als zweiter Torhüter hinter dem litauischen Torhüter Valdemaras Martinkėnas in die erste Mannschaft aufgenommen. 1996 spielte Bernet ein einziges Mal, beim Auswärtsspiel gegen den FC Winterthur, das mit 1:0 verloren ging. Ab 1997 spielte Bernet für eine Saison beim FC Kreuzlingen und ab 1998 für zehn Saisons beim FC Bazenheid. Ab 2009 spielte er für eine Saison beim FC Wil in der zweithöchsten Liga, war allerdings nur zweiter Torhüter. Ab 2010 spielte er beim FC Tuggen, sowohl in der vierthöchsten, als auch in der dritthöchsten Liga. Anschliessend spielte er wieder in Bazenheid, wo er schliesslich 2017 seine Karriere mit 39 Jahren beendete.
Anschliessend war er Torwarttrainer bei Tuggen und bei Bazenheid. Im Dezember 2023 wurde er als neuer Trainer des FC Bazenheid vorgestellt.

### Nationalmannschaft
Bernet spielte von der U-16 bis zur U-19 in der Juniorennationalmannschaft. Als eines seiner Karrierehöhepunkte bezeichnete Bernet die U-16-Fußball-Europameisterschaft 1994 in Irland.

## Privates
Bernet ist Reallehrer und mit der Schwester von Markus Gsell, Angela Gsell verheiratet.